# Format in der Kunst
Das Format in der Kunst (Bildformat) bezeichnet die Form und Größe von Objekten. Wichtig sind Format-Angaben im Bereich der Kunst, bei Gemälden, Graphiken, Reliefs oder Fotografien. Ebenso relevant sind Angaben zum Format bei zweidimensionalen Objekten wie Bilderrahmen, Bildschirmen, Briefmarken, Büchern, Fenstern, Filmen, Fliesen, Papierbögen, Spiegeln, Teppichen oder Zeitungen. Schließlich finden sich Angaben zu Höhe, Breite und Tiefe bei quaderförmigen Objekten wie Kartons, Möbeln oder Steinen.
Höhe und Breite werden mit Zahlen – meist in Zentimetern – angegeben, und dabei steht die Höhe vor der Breite (beim Buchformat und bei nicht aufgeschlagenen Zeitungen umgekehrt). Bei dreidimensionalen Quaderformen werden Höhe × Breite × Tiefe angegeben. Bei Papierbögen sind DIN-Formate häufig, zum Beispiel DIN-A4-Format für Kopierpapier oder DIN-A6-Format für Postkarten.
Das Format einer Höhlenmalerei ist nicht eindeutig definiert und bleibt offen. Bei einem Tafelbild, einem beweglichen Bildträger, ist das Format klar umrissen. Am häufigsten sind Hochformate (= Hochrechteck) oder Querformate (= Breitformat, Flachrechteck), gelegentlich auch Quadrate (Quadratformat). Porträts stehen häufig im Hochformat, während Landschaften eher querformatig sind. Daneben gibt es seltene Formate wie das Tondo (Rundbild, Rundformat), das stehende oder liegende Oval, die Raute (= den Rhombus) oder die frei geformte Leinwand (unregelmäßiges Format, Shaped Canvas).

## Beispiele für Formate bei Gemälden

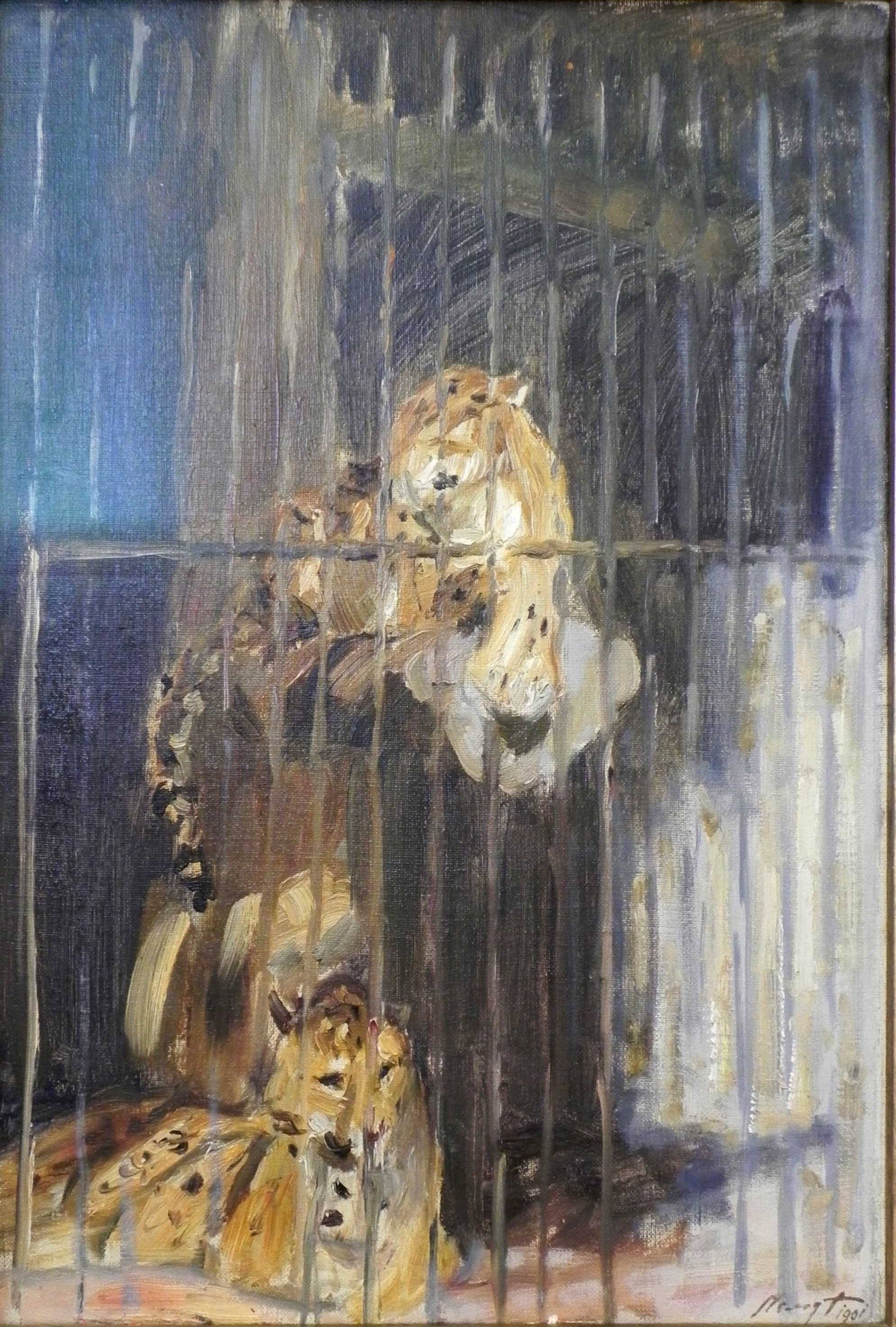
Hochformat. Max Slevogt (1868–1932), Zwei Leoparden im Käfig, 49 × 34 cm.
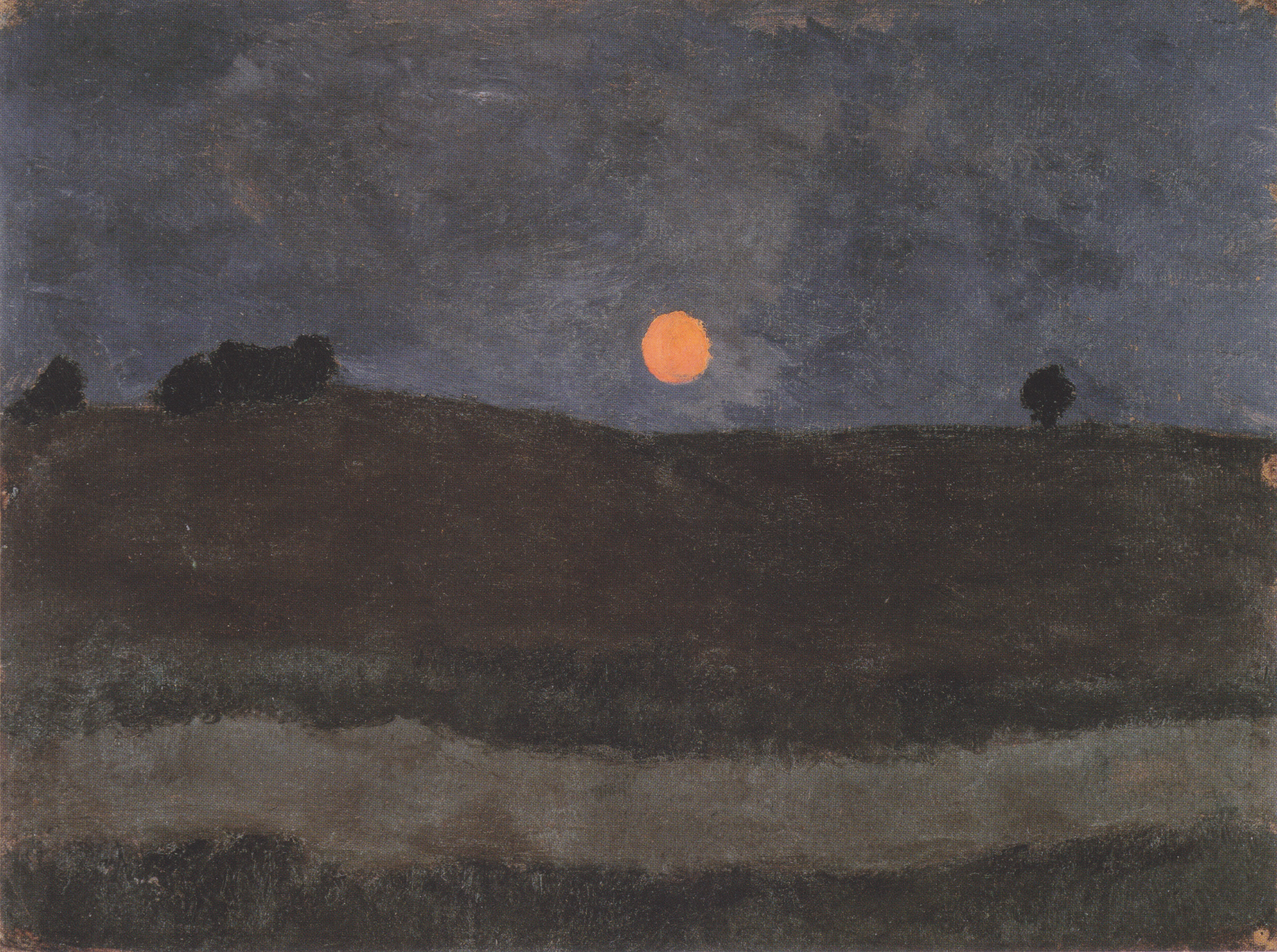
Querformat. Paula Modersohn-Becker (1876–1907): Mond über Landschaft, 42×55,5 cm.
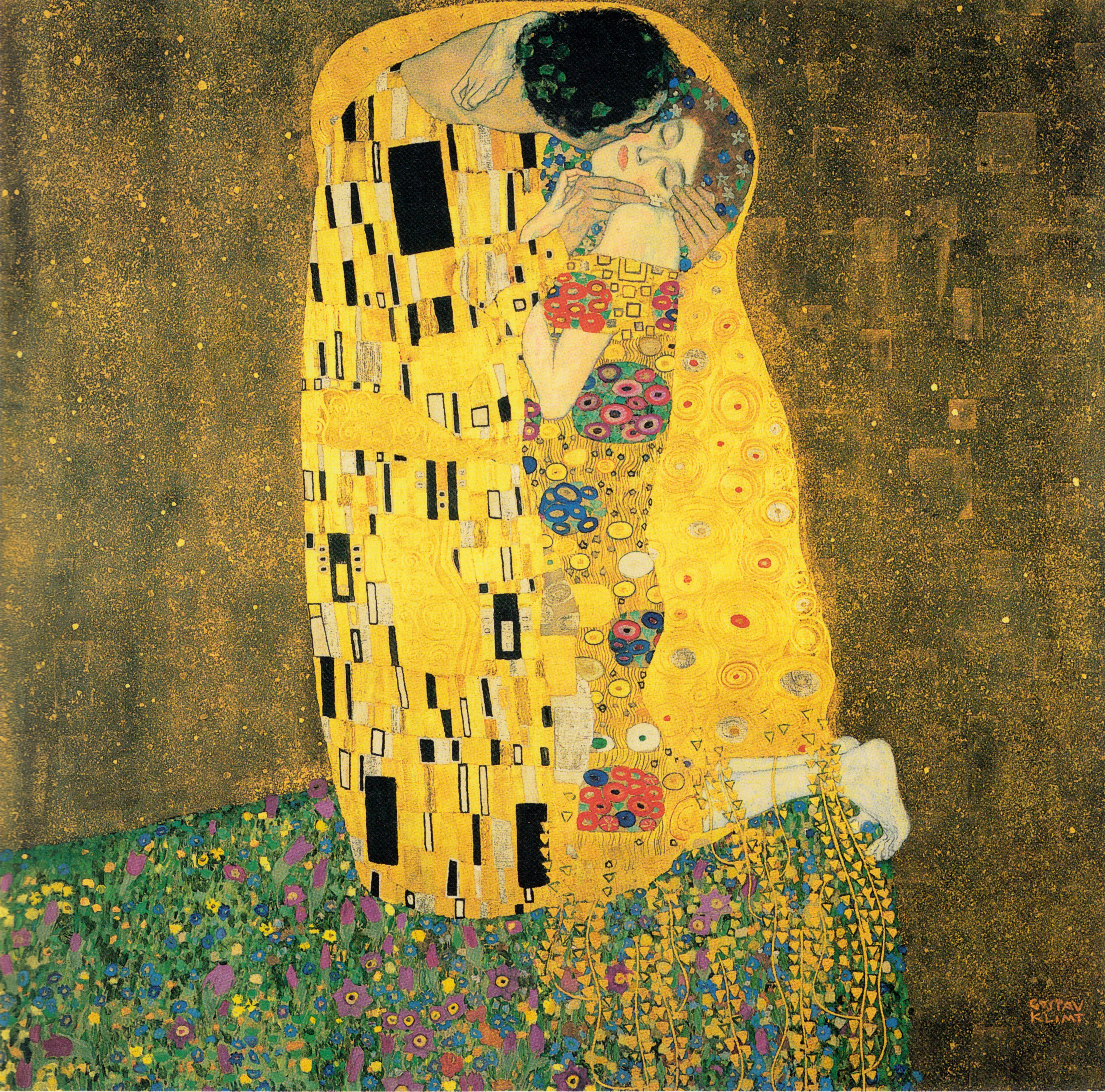
Quadrat: Gustav Klimt (1862–1918): Der Kuss, 180×180 cm.
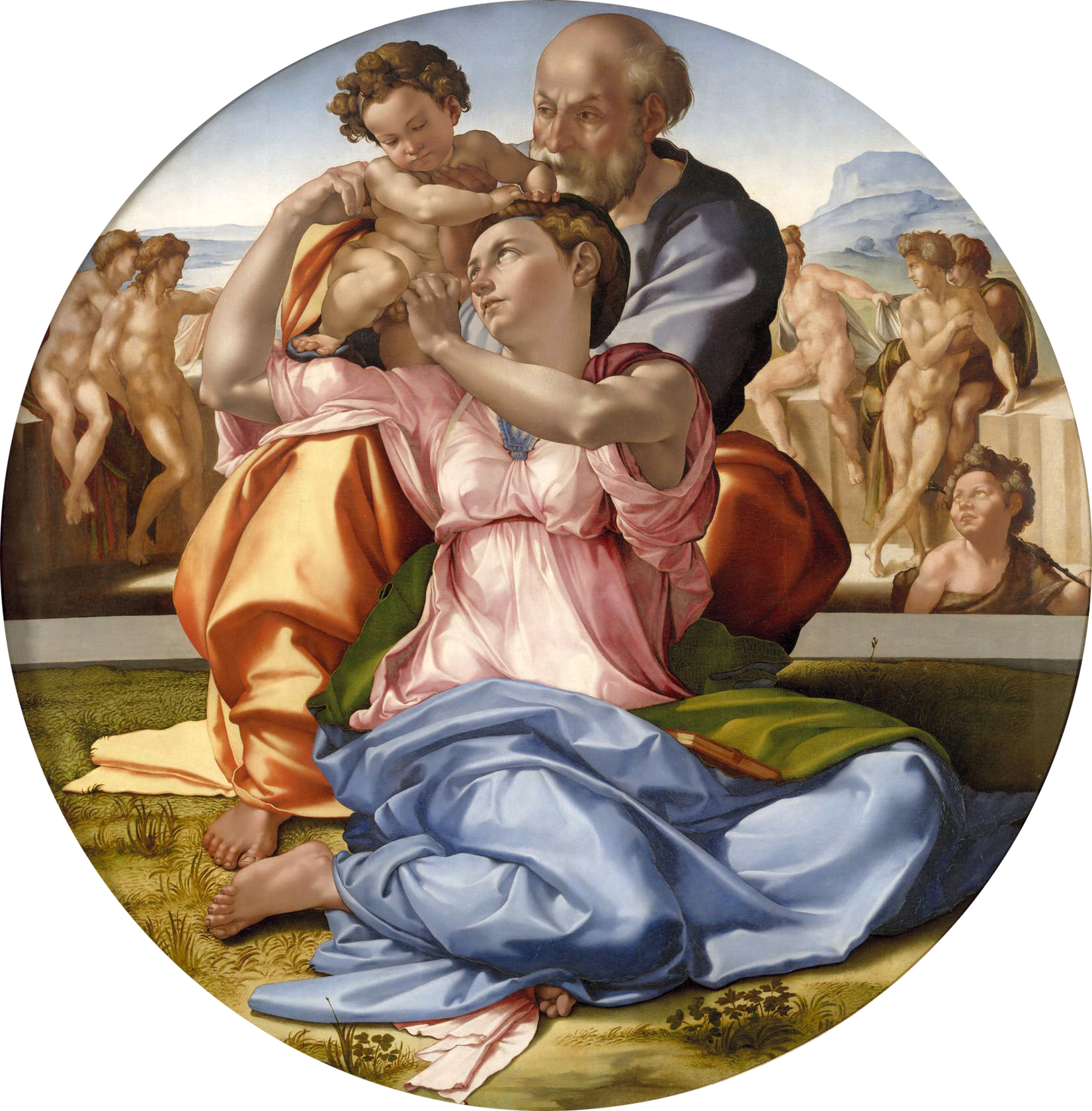
Tondo: Michelangelo Buonarotti (1475–1564): Tondo Doni, Durchmesser 120 cm.
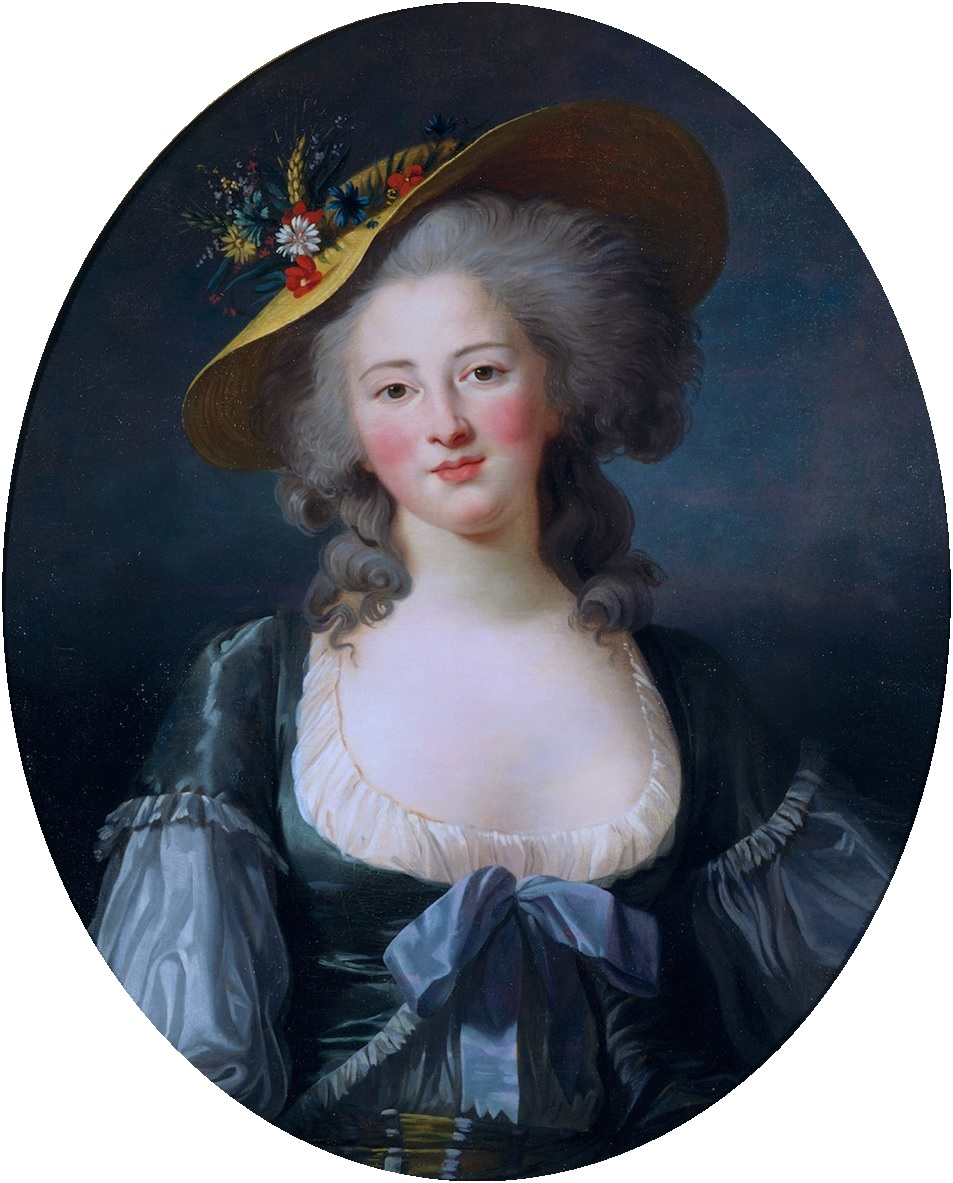
Stehendes Oval. Élisabeth Vigée-Lebrun (1755 – 1842): Elisabeth von Frankreich, 76,5×61 cm.
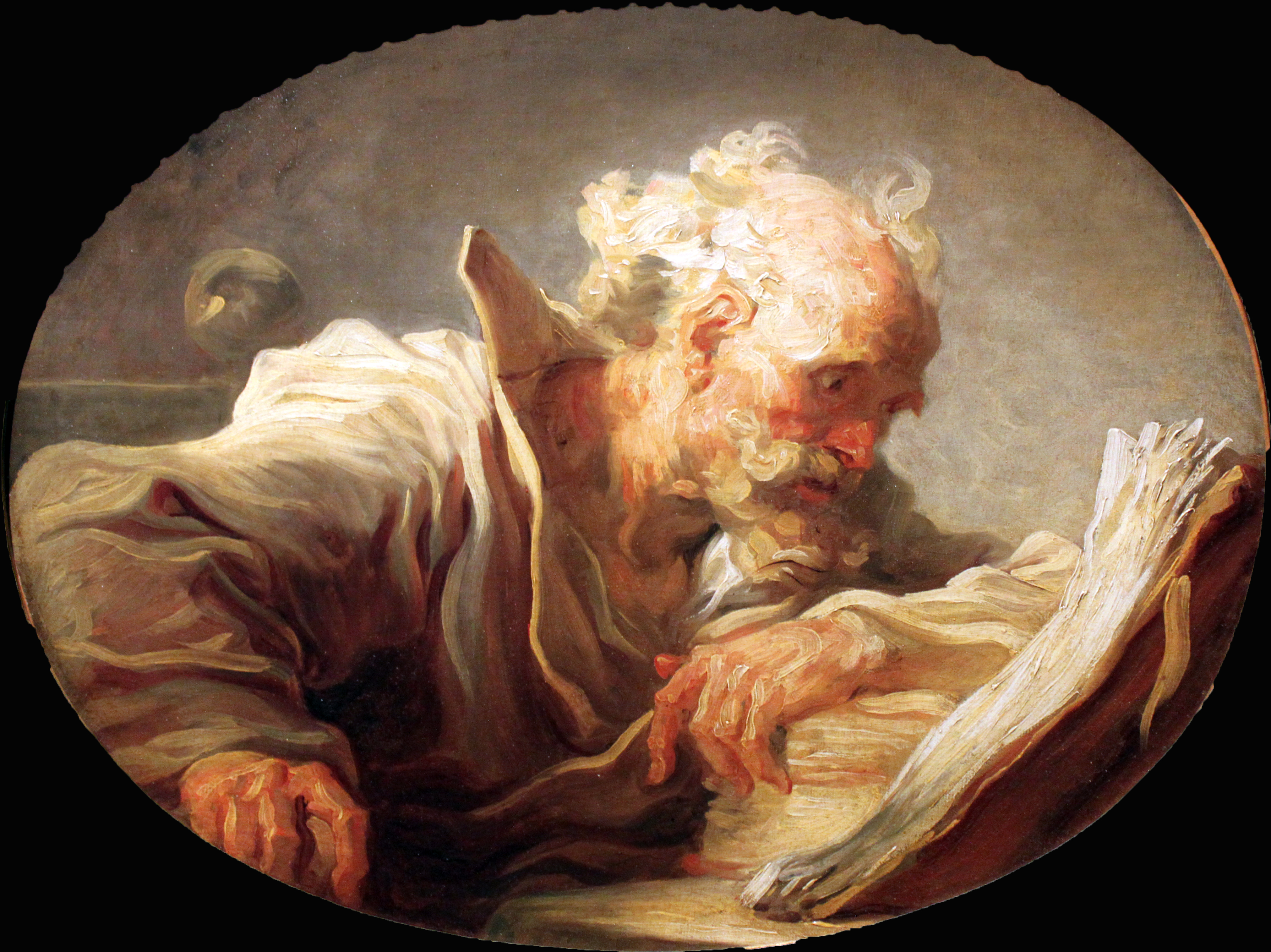
Liegendes Oval. Jean Honoré Fragonard (1732–1806): Der Philosoph, 59×72 cm.
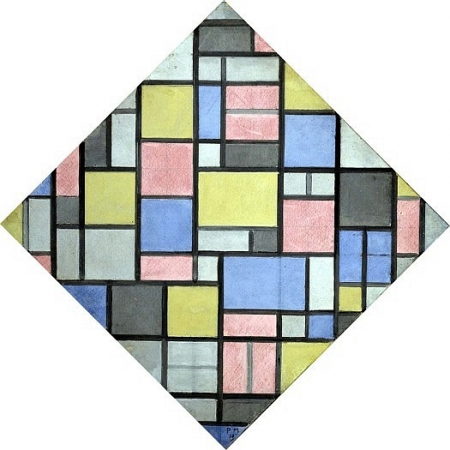
Raute: Piet Mondrian (1872–1944): Komposition mit Raster, 49×49 cm.
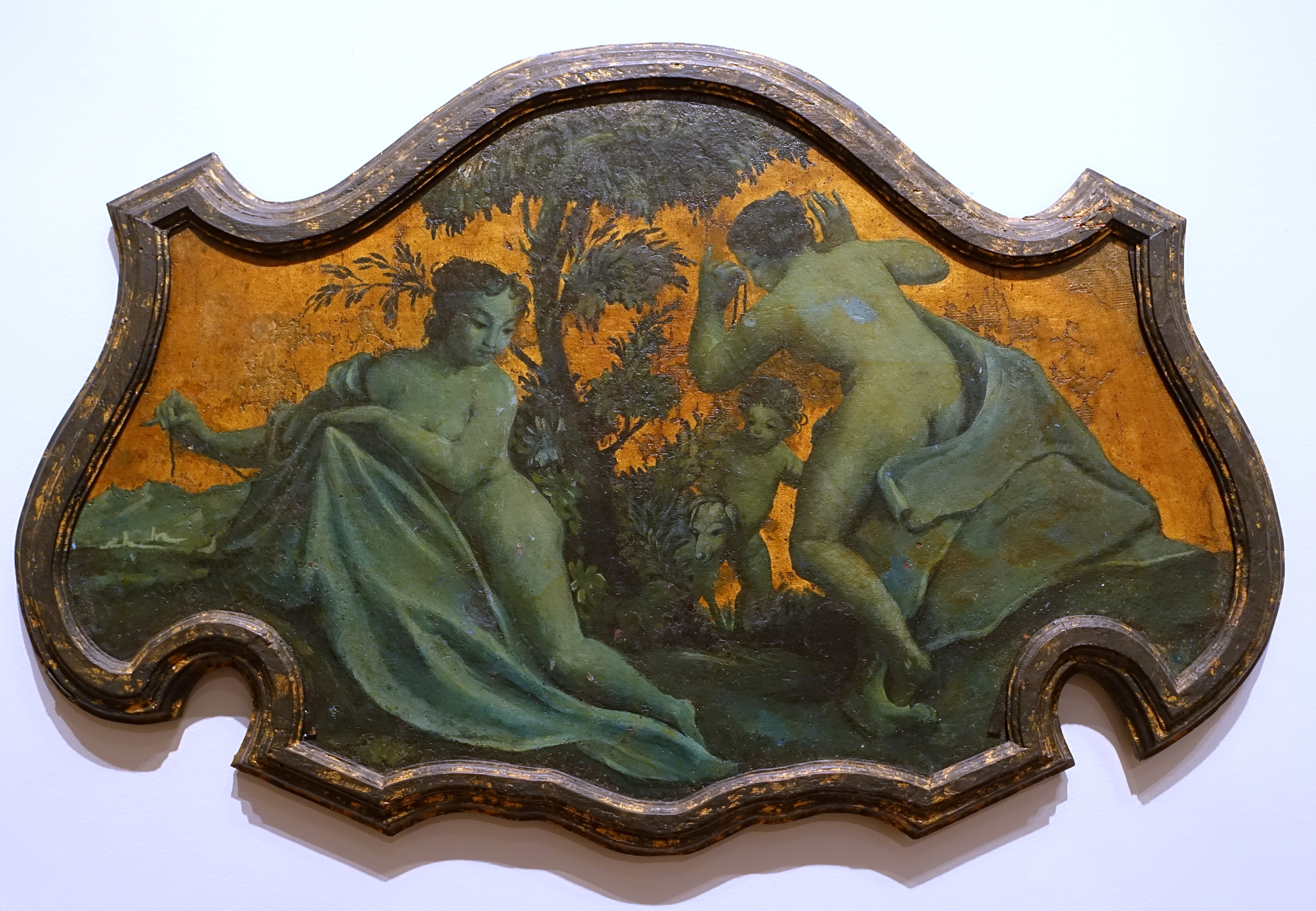
Frei geformte Leinwand. Umkreis des Giovanni Battista Piazzetta (1682–1754): Ländlich-idyllische Szene, 56,5×92,7 cm.

## Wirkung von Formaten
Jedes Format besitzt eine Richtungstendenz und eine Wirkung und beeinflusst die Gesamtstimmung des Bildes. Inhalte und bildnerische Mittel können diese vorgegebene Grundstimmung wiederholen, verstärken oder ihr entgegenwirken. Häufig ist die Wirkung der Bildformate ähnlich wie die der entsprechenden geometrischen Figuren.
Ein Querformat wirkt eher erdgebunden, passiv, ruhig, sicher, stabil, still und weit, kann aber auch schwer wirken. Ein Hochformat kann aktiv, aufstrebend, dynamisch, wach, wachsend, steigend, aber auch fallend wirken. Ein Quadrat wirkt eher beruhigend, ganzheitlich, harmonisch, neutral, objektiv und stabil, kann aber auch langweilig, spannungslos oder streng wirken. Die Raute wirkt dagegen dynamisch, labil und steigend, aber auch fallend und unsicher. Das Kreisformat besitzt keine Richtungstendenz, der Bildinhalt ist auf das ruhende Zentrum ausgerichtet. Es wirkt eher freundlich, harmonisch, schwebend und unendlich, aber auch langweilig. Ovale wirken dynamischer als Kreisformate. Das stehende Oval wirkt eher aufstrebend und wackelig, während das liegende Oval eher gelassen, liegend und ruhig, aber auch träge wirkt. Frei geformte Bildformate wirken außergewöhnlich und eigenständig. Je nach der jeweiligen Form kann ihre Wirkung sehr unterschiedlich sein.